# Булдури
Бу́лдури (латыш. Bulduri) — часть города Юрмалы, расположенная в 20 км от Риги.
Названо это место по фамилии владельца усадьбы Йоханна Булдринка (Булдеринга), получившего её во владение от магистра Ливонского ордена Вальтера фон Плеттенберга в 1516 году.
Это один из первых дачных районов Рижского взморья — его застройка началась в 1840-х годах. В 1875 году было построено уже около 400 дач. Вскоре появилось здание железнодорожной станции. Лютеранская церковь в Булдури выстроена в 1888—1889 годах архитектором Г. Гилбигом. В 1907 году открылось почтовое отделение, в 1908 году начал работать рынок.
В 1910 году в бывшей булдурской усадьбе была основана первая школа садоводства в Латвии, которая функционирует и по сей день (первое здание школы построено в 1911 году по проекту архитектора А. Ванага, следующее — в 1927—1928 годах, последнее же относится к 1988 году). На территории сегодняшнего садоводческого техникума Булдури находится также Дендрологический парк.
Застройка вдоль моря началась на рубеже XIX и XX веков, когда территорию поделили на грунтовые участки регулярной планировки. Здесь жили зажиточные представители немецких кругов Риги, за что это место нередко называли «немецкой крепостью».
В первые годы XXI века возле моста через Лиелупе на месте бывшего стадиона построены торговый центр и аквапарк.

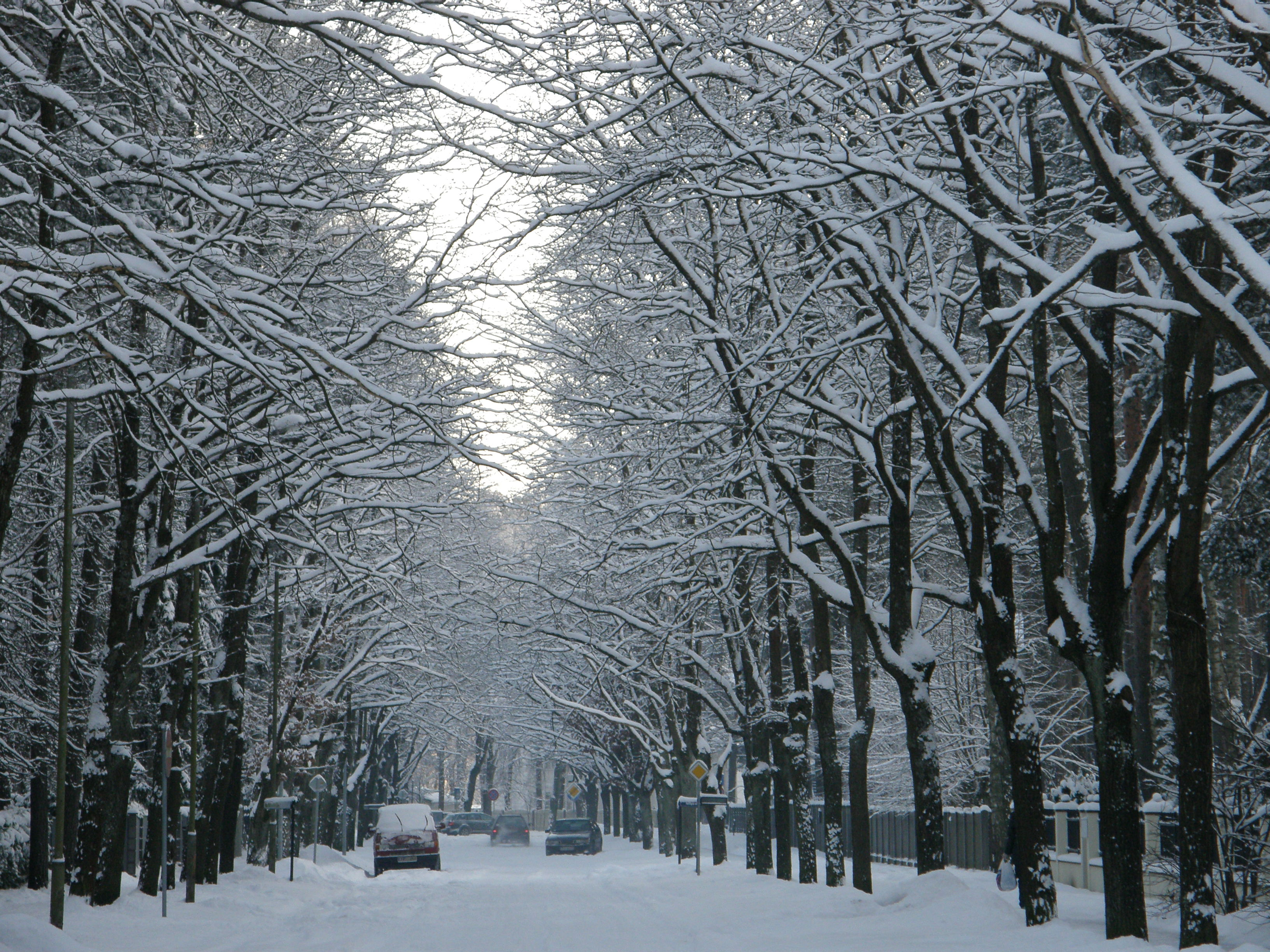
Аллея в Булдури зимой
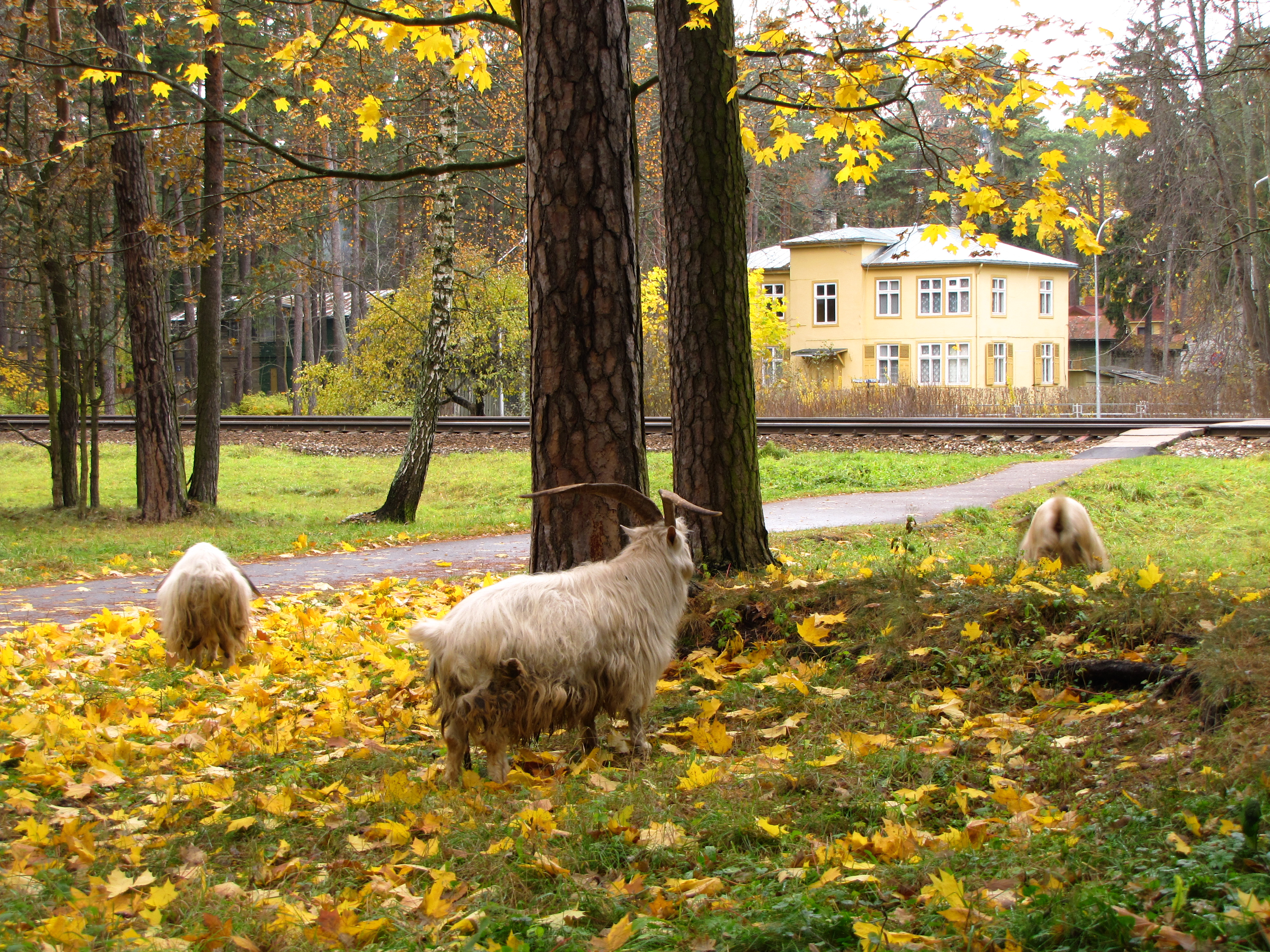
Дома в Булдури
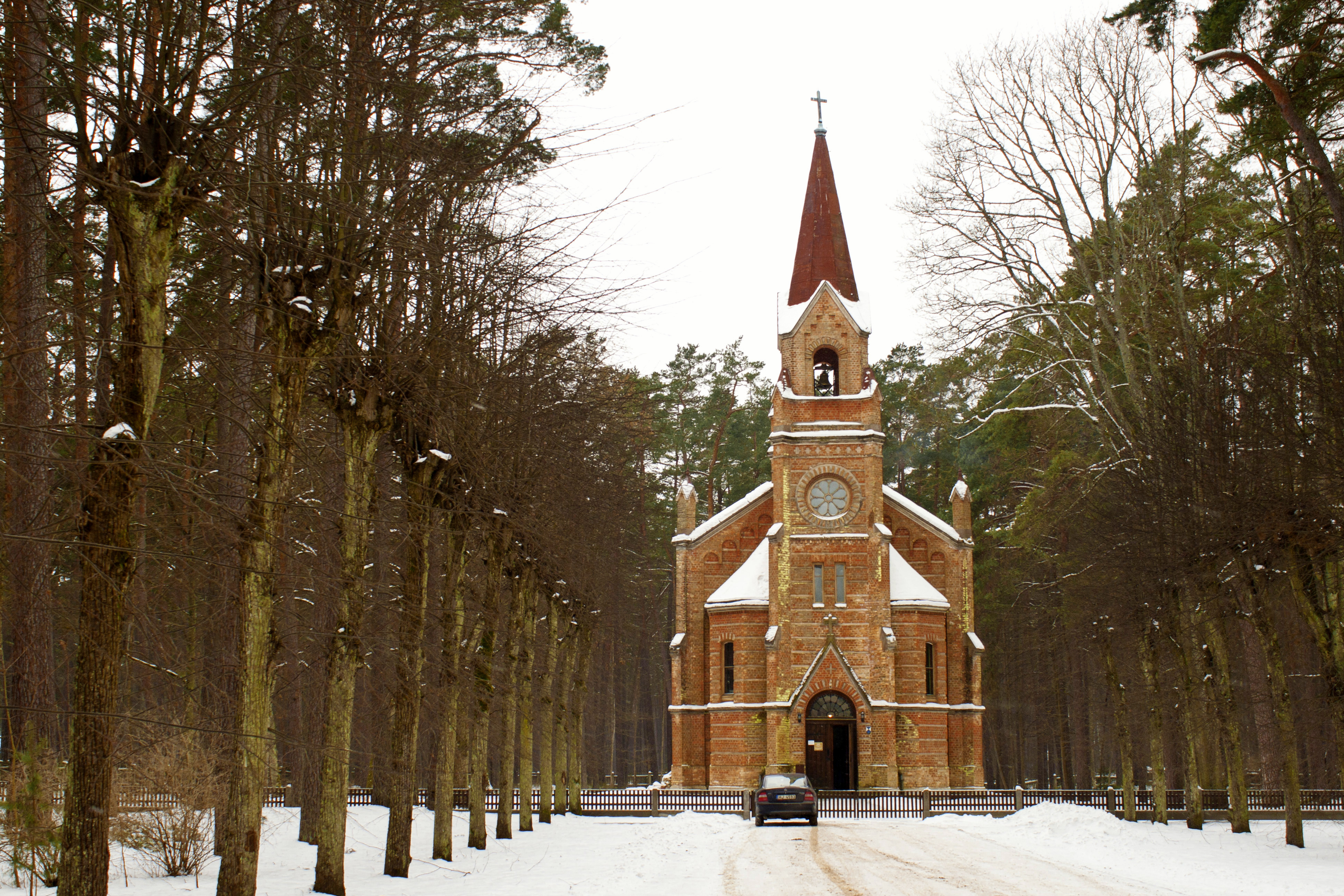
Церковь в Булдури
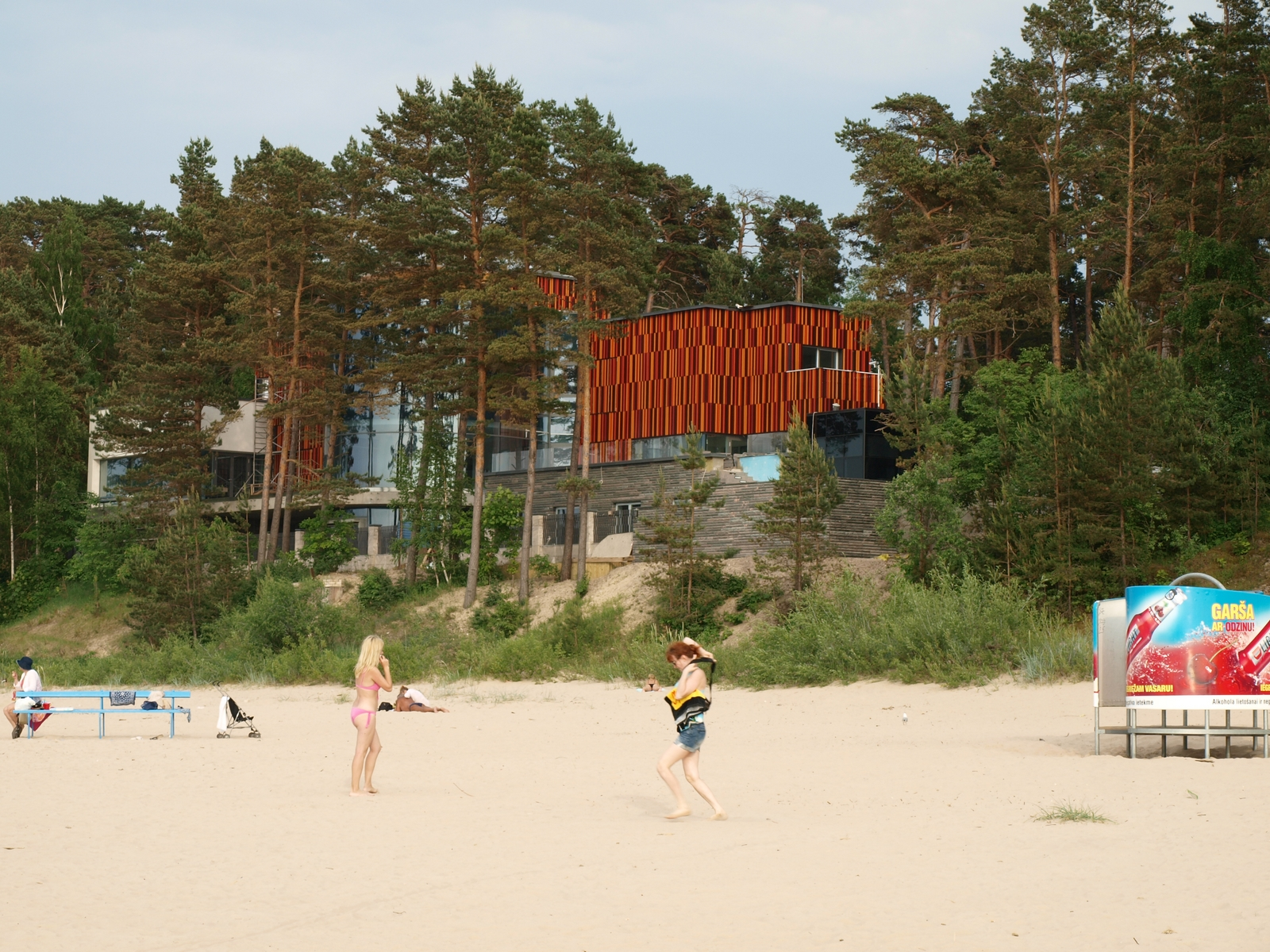
Постройки в дюнной зоне в Булдури
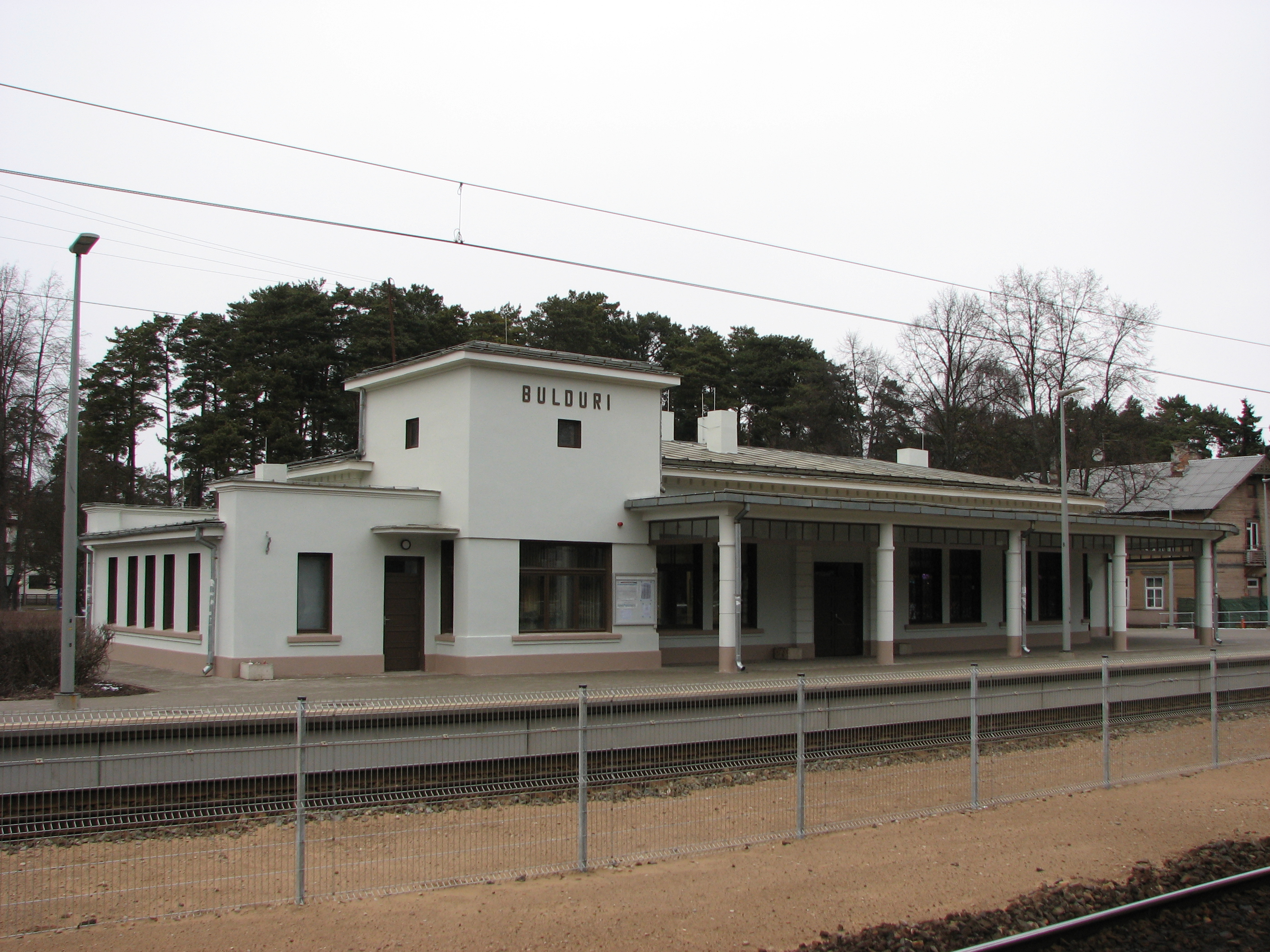
Железнодорожная станция Булдури
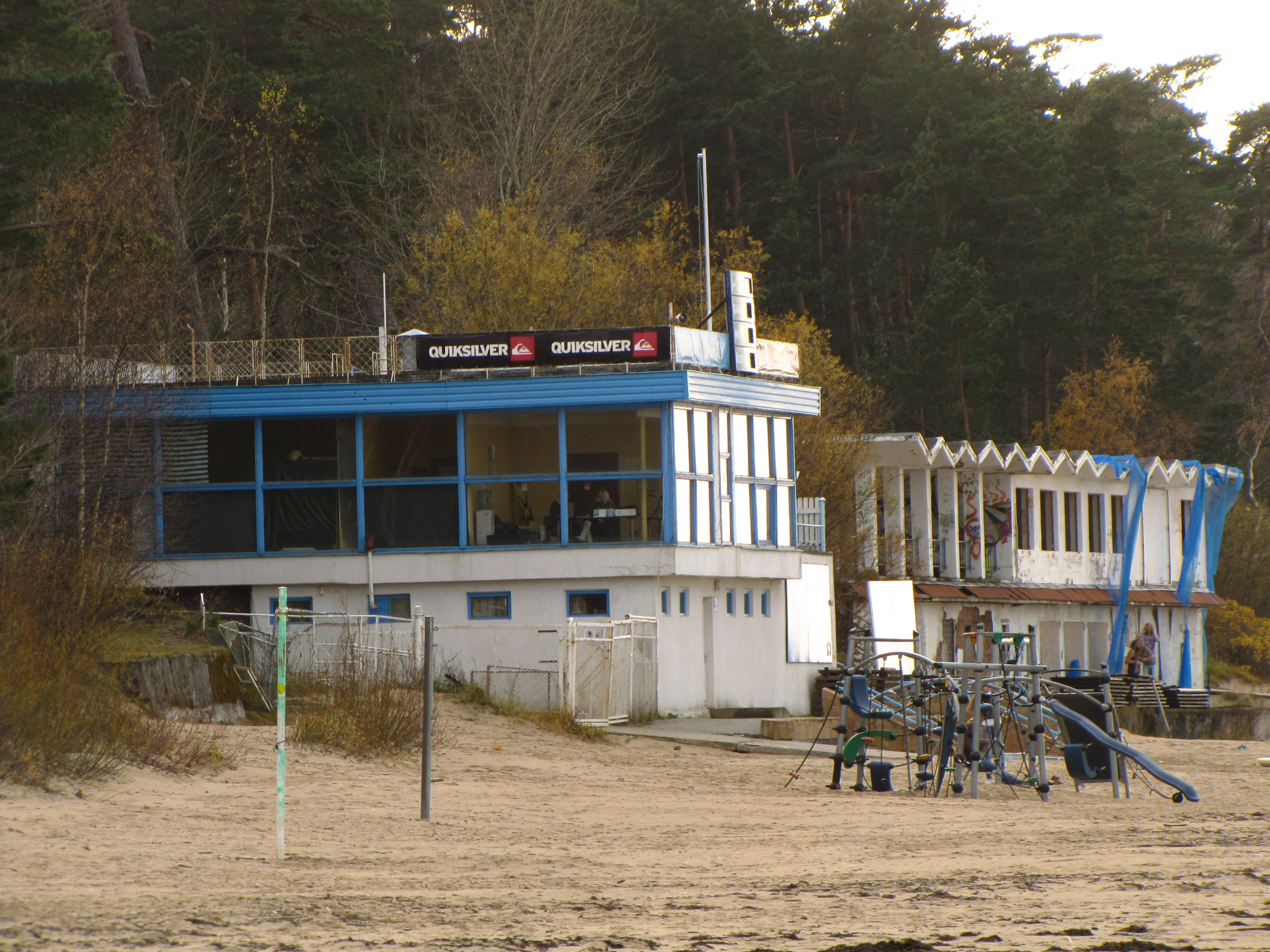
Спасательная станция на пляже в Булдури
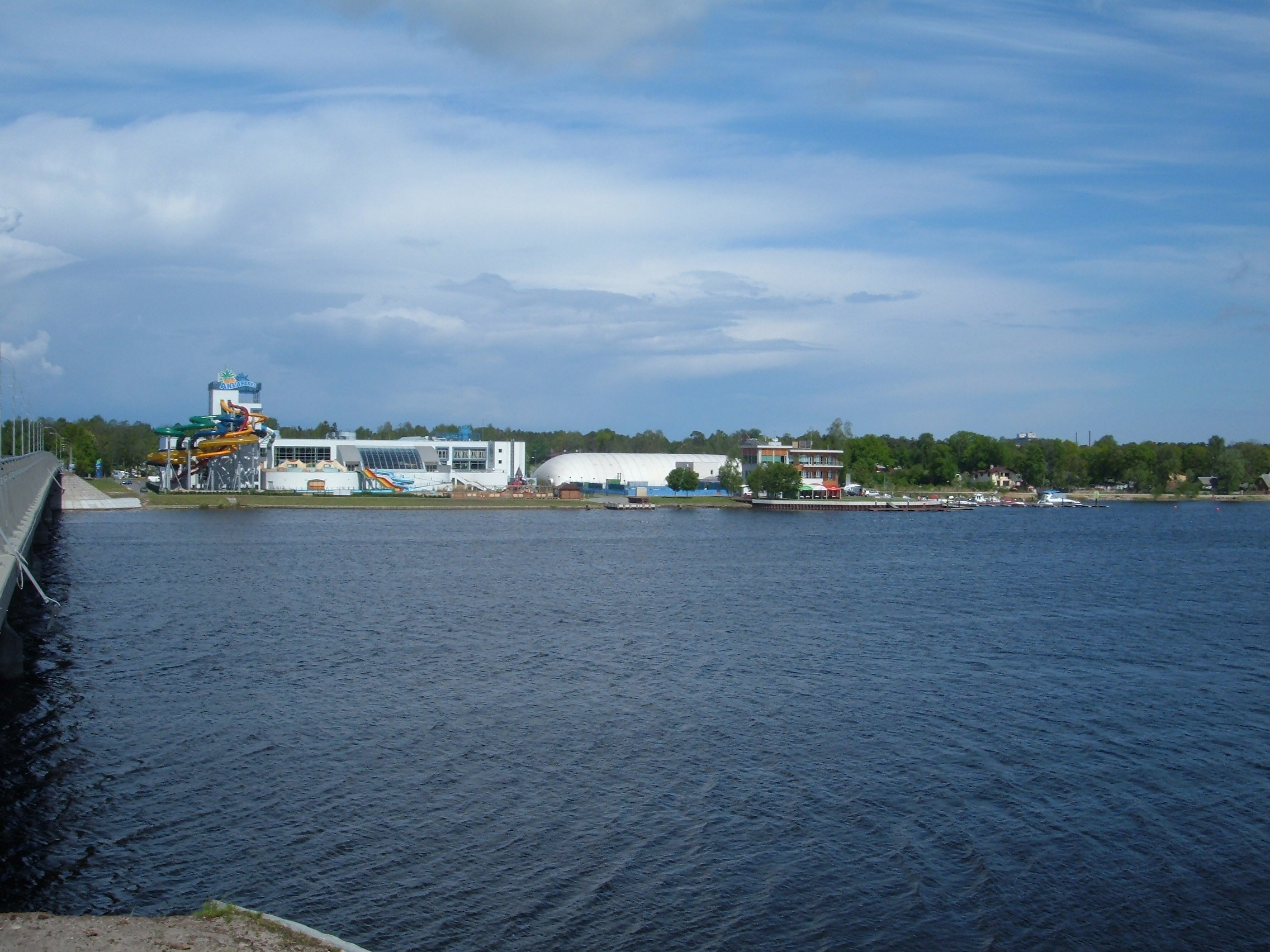
Вид на аквапарк со стороны Приедайне